# Llave de rueda

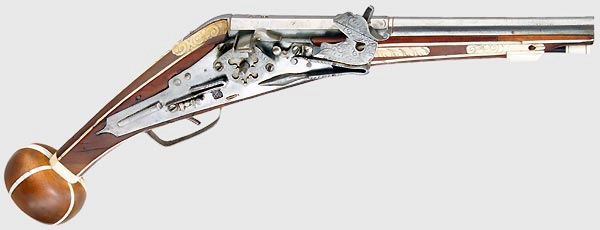
Pistola de rueda fabricada en Augsburgo, hacia 1580.

La llave de rueda es un mecanismo a fricción para disparar un arma de fuego. Fue el siguiente gran desarrollo en tecnología armera después de la llave de mecha y dio origen a las armas que encendían solas la pólvora. El mecanismo se llama de este modo porque emplea una rueda de acero para encender la pólvora. Desarrollada hacia el año 1500, fue empleada junto a la llave de mecha y más tarde fue superada por el miquelete y el snaphance (década de 1560) y la llave de chispa (hacia el 1600).

## Diseño

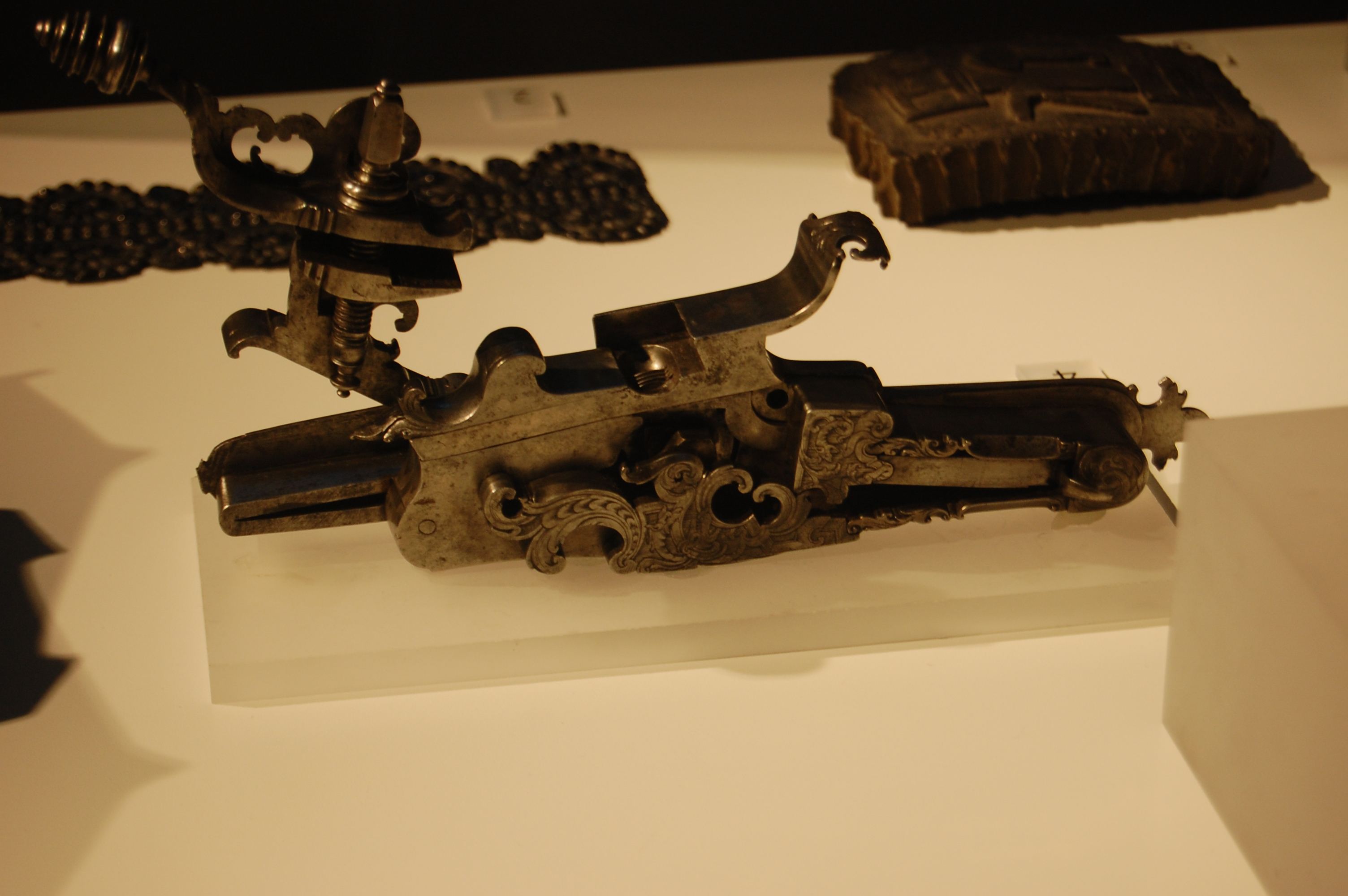
Llave de rueda para pistola, hacia 1730.

La llave de rueda funciona haciendo girar una rueda de acero accionada por muelle contra un trozo de pirita para generar una lluvia de chispas que encienden la pólvora de la cazoleta, cuya llamarada pasa a través del oído y enciende la carga propulsora en el cañón del arma. La pirita está fijada entre dos quijadas en un brazo accionado por muelle (o "can") que se apoya en la cubierta de la cazoleta. Al apretar el gatillo, la cubierta de la cazoleta se abre automáticamente, la rueda gira y la pirita es presionada contra esta.
Una moderna analogía de la llave de rueda es la operación de un encendedor moderno, en el cual se gira una rueda de acero cuadrillada contra la piedra para generar chispas que encienden el gas. Sin embargo, la llave de rueda es empleada para encender la carga propulsora en el cañón de un arma. 
Un arma de rueda puede prepararse con rapidez para emplearse, inclusive se puede disparar con una sola mano. Al contrario de las comunes armas de mecha de aquel entonces, que debían tener una larga mecha lenta encendida si se iban a disparar, necesitaban toda la atención del tirador y se disparaban con ambas manos. La llave de rueda es difícil de construir, por lo que era bastante costosa. 

### El "can"
El can es un brazo pivotante accionado por muelle situado en el exterior de la llave. Un material generador de chispas, usualmente un pequeño trozo de pirita es fijado y sostenido por dos quijadas al extremo del brazo. Este can tiene dos posiciones en donde puede pivotarse manualmente: una posición "segura", donde es empujado hacia la boca del cañón del arma, y una posición "operativa", donde el can es tirado hacia el tirador para que la pirita de sus quijadas pueda apoyarse sobre la cubierta de la cazoleta (véase debajo) o (a falta de la cubierta de la cazoleta) sobre el borde de una rueda de acero con hendiduras longitudinales alrededor de su circunferencia. El pedernal no es un material generador de chispas adecuado para la llave de rueda, ya que es demasiado duro y desgastaría rápidamente las hendiduras de la rueda.

### La rueda
El segmento superior de esta rueda tallada, hecha de acero templado, sobresale a través de una ranura cortada a sus precisas dimensiones en la base de la cazoleta. La rueda está tallada en su circunferencia con tres o más hendiduras en "V" con cortes transversales a intervalos, que proveen una superficie de fricción para la pirita de hierro. La rueda está fijada a un eje, con uno de sus extremos sobresaliendo de la plancha del mecanismo. El extremo sobresaliente es de sección cuadrada para poder insertar una llave y darle cuerda a la rueda. El otro extremo del eje encaja en un agujero de la plancha y tiene una leva forjada. El extremo de una corta y robusta cadena (hecha de tres o cuatro eslabones paralelos planos, como una cadena de bicicleta) se fija a la leva, mientras que el otro extremo de la cadena se fija en una hendidura al final del brazo más largo de un gran y pesado muelle en "V", el cual, generalmente, se retiene por un soporte de cabeza atornillada en resaltes de la plancha del mecanismo. 

### La cazoleta
Como en todas las armas de avancarga (anteriores a la introducción de la cápsula fulminante), la cazoleta transmitía la llamarada a la carga propulsora dentro del cañón a través de un pequeño agujero (llamado oído) situado al lado de esta. La cazoleta de todas las armas de rueda tiene una cubierta deslizante que tenía dos fines: el primero era evitar el derrame de la pólvora fina y ofrecerle cierta protección contra la intemperie (el segundo está detallado en la sección Operación). La cubierta de la cazoleta puede abrirse y cerrarse manualmente, pero además está unida a un brazo dentro de la plancha del mecanismo, que es accionado por la leva del eje de la rueda. 

### El gatillo
El gatillo acciona un brazo de un retén en "Z", que pivota entre dos pilares remachados o soldados dentro del mecanismo. El otro brazo del retén pasa a través de un agujero en la plancha del mecanismo y se encaja en un agujero ciego del lado interior de la rueda, bloqueándola y evitando que gire. Cuando se aprieta el gatillo, el retén efectúa un leve giro antihorario (visto desde arriba) y el brazo que detiene la rueda retrocede, dejándola girar libremente.

### Preparación para disparar
Primeramente, el can es empujado hacia adelante y puesto en posición "segura", luego se abre la cazoleta (si es que aún está cerrada). Después de introducir la carga propulsora y la bala a través de la boca del cañón, el tirador introduce la llave en la sección cuadrada del eje de la rueda y la hace girar hasta que se oye un chasquido (casi la mitad o tres cuartos de una revolución), quedando la rueda asegurada y retirando la llave del eje. Lo que ocurre es que cuando se gira la rueda, el muelle principal es tensado a través de la cadena, que es parcialmente enrollada alrededor del eje. El chasquido es el sonido de uno de los brazos del retén al encajar en el agujero ciego de la cara interna de la rueda, tal como se detalló más arriba, inmovilizándola.
La cazoleta es llenada con pólvora fina y se cierra su cubierta. Finalmente el can es tirado hacia atrás para que la pirita de sus quijadas se apoye sobre la cubierta de la cazoleta, bajo cierta presión del muelle al pie de su brazo.

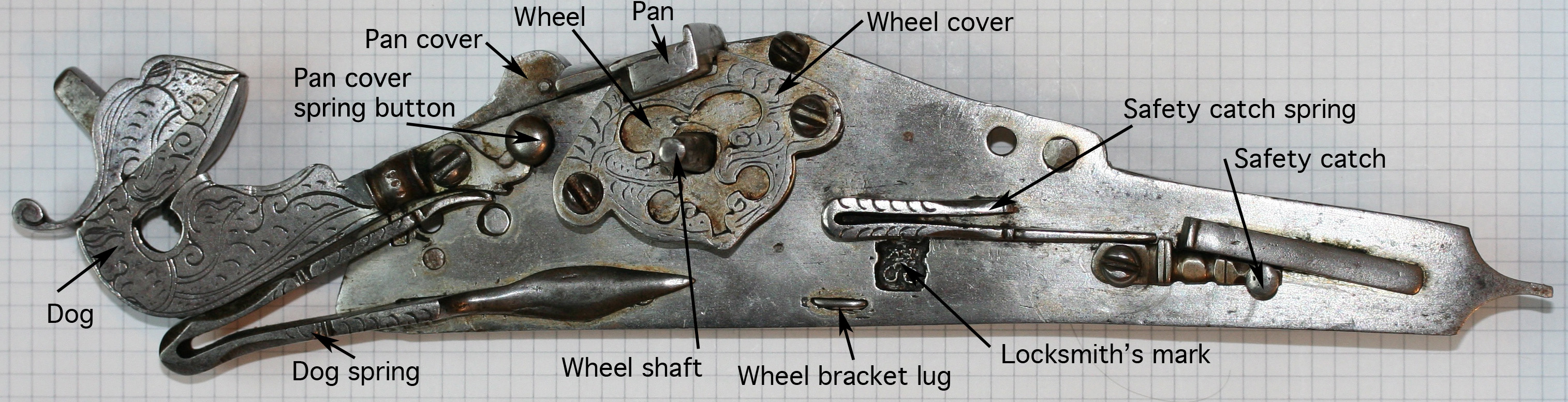
Exterior de la llave de rueda de una pistola fabricada en Augsburgo hacia 1580. La foto ha sido invertida para facilitar la comparación con el interior del mecanismo en la imagen inferior.

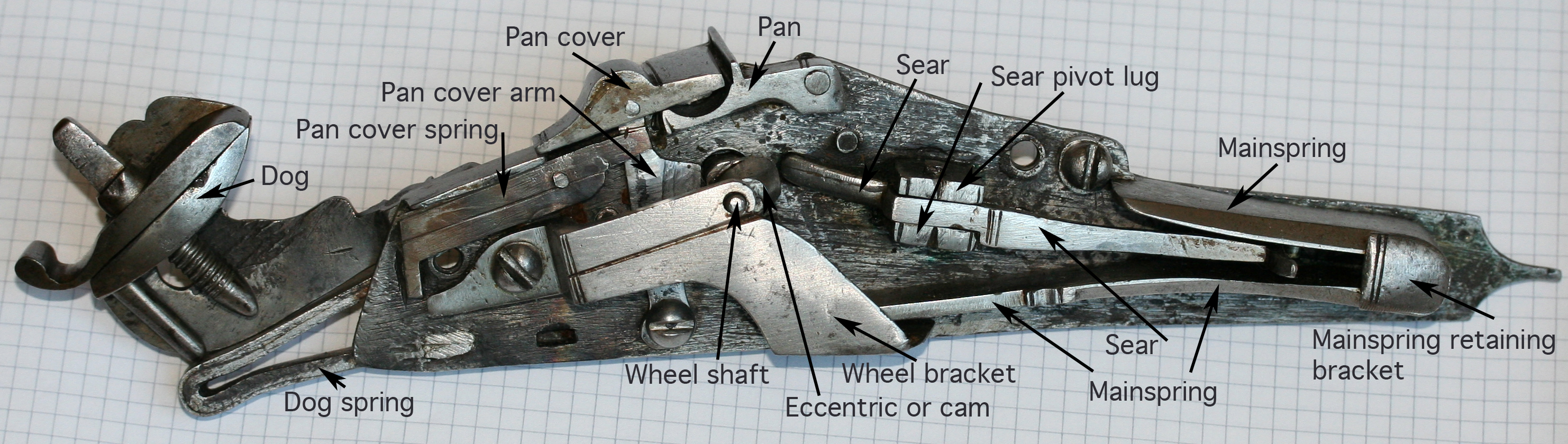
Interior de la llave de rueda de una pistola fabricada en Augsburgo hacia 1580. El mecanismo se muestra desamartillado, con el brazo largo del muelle principal descansando sobre la parte inferior del soporte de la rueda. La cadena que se conecta a la leva del eje de la rueda se encuentra cubierta por el soporte de esta. Tampoco están a la vista el muelle del retén (oculto detrás del brazo de este) y el retén secundario (su extremo puede verse a la derecha del extremo del brazo del retén principal). Obsérvese que la "punta" del retén principal pasa a través de un agujero de la plancha del mecanismo, donde se encaja en el agujero ciego de la rueda al otro lado.

### Operación
Al apretar el gatillo de un arma de rueda, el retén efectúa un ligero giro tal como se describió más arriba. El extremo del brazo del retén (que asegura la rueda y evita que gire) es soltado y permite que la rueda gire libremente gracias a la tensión del muelle principal. Hay un detalle de vital importancia: el "agujero" en el lado de la rueda, donde se encaja el retén, no tiene lados paralelos. Si los tuviera, se necesitaría una gran fuerza para apretar el gatillo al estar la rueda tensionada por el muelle principal. La punta del brazo del retén tampoco es cilíndrica, ya que se produciría un efecto similar. En cambio, el "agujero" es una depresión en la rueda (como un pequeño cráter) y el brazo del retén tiene una punta redondeada: la rueda es asegurada por medio de la fuerza lateral en su eje más que por la fuerza vertical del retén. 
Tan pronto como el retén suelta la rueda, el brazo largo del muelle principal tira la cadena conectada a éste. Al estar el otro extremo de la cadena conectado a la leva del eje de la rueda, hace que este gire a gran velocidad mientras que la rotación de la leva empuja hacia adelante el brazo conectado a la cubierta de la cazoleta, haciendo que esta se deslice hacia adelante y que la pirita caiga (bajo la tensión del muelle del can) sobre la rueda que gira. Este es el segundo propósito de la cubierta deslizante de la cazoleta: si la pirita se apoyara directamente contra la rueda estacionaria, es casi seguro que el mecanismo se bloquearía. Pero la acción retardada permite que la pirita resbale desde la cubierta deslizante de la cazoleta contra la rueda que gira. 
El rápido giro de la rueda contra la pirita produce chispas al blanco vivo que encienden la pólvora fina en la cazoleta, cuya llamarada es transmitida a la carga propulsora del cañón a través del oído y el arma se dispara. 
Se necesitaba casi un minuto para cargar, preparar y disparar un arma de rueda. Varias ilustraciones contemporáneas de una pistola de rueda en acción muestran que era sostenida en un ángulo de 90° antes que horizontalmente: esto era para asegurarse que la pólvora fina de la cazoleta se apoye contra el oído, evitando un "chispazo" o disparo fallido (este no era el caso con la llave de chispa, donde las chispas tienen que caer verticalmente desde cierta distancia en la cazoleta).

## Historia
La invención de la llave de rueda en Europa puede situarse alrededor del año 1500. Hay un notorio grupo de eruditos que creen que fue inventada por Leonardo da Vinci. Los dibujos de una llave de rueda hechos por Leonardo datan (según las fuentes) tanto de mediados de la década de 1490 como de la primera década del siglo XVI. Sin embargo, un dibujo de un libro sobre inventos alemanes (fechado en 1505) y una mención sobre la compra de un arma de rueda en Austria en 1507, parecen indicar que su inventor fue un anónimo mecánico alemán.

En 1517 y 1518 fueron proclamadas por el Emperador Maximiliano I de Habsburgo las primeras leyes de control de armas que prohibían las accionadas por llave de rueda, inicialmente en Austria y más tarde en todo el Sacro Imperio Romano Germánico. Varios estados italianos hicieron lo mismo en las décadas de 1520 y 1530 —otro argumento empleado por el bando proalemán—.[cita requerida]
Tal como Lisa Jardine narra en su informe sobre el asesinato de Guillermo de Orange de los Países Bajos en 1584, el pequeño tamaño, facilidad de ocultamiento y recarga de la pistola de rueda, en comparación con otros modelos, indica que fue empleada para eliminar figuras públicas tales como Francisco de Guisa y el propio Guillermo. Además, Jardine argumenta que la bala perdida de una pistola de rueda pudo haber provocado la Matanza de San Bartolomé en 1572. 
Las armas de rueda nunca fueron producidas en serie para fines militares, pero la muy bien conservada colección de armas y armaduras de la Landeszeughaus de Graz tiene más de 3.000 ejemplares, muchas de las cuales fueron producidas en pequeños lotes para unidades militares.

## Características

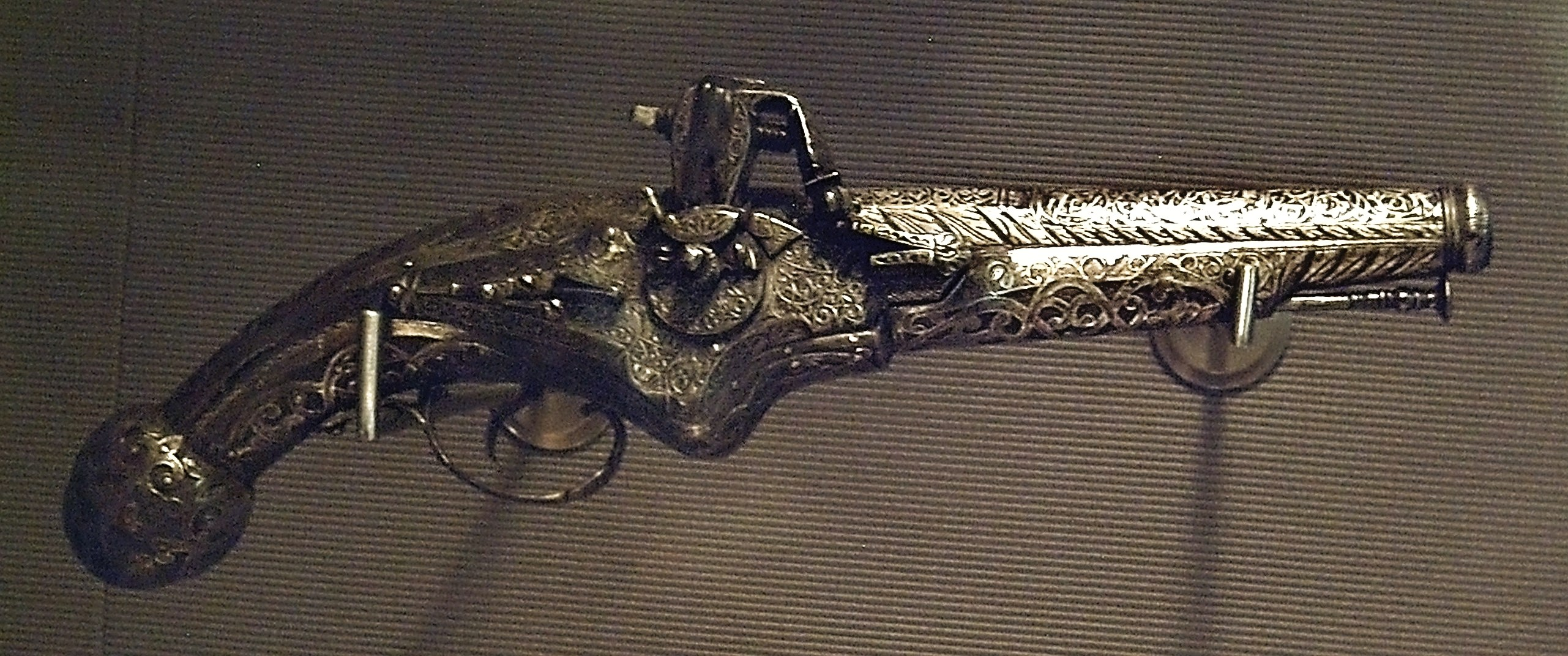
Pistola de rueda española, de fines del.

Entre las ventajas de la llave de rueda se encuentran una mejor resistencia a la lluvia o humedad que la llave de mecha y la ausencia de un brillo u olor delator de la mecha lenta encendida, que además era un riesgo en las cercanías de grandes cantidades de pólvora. Una mecha lenta era casi imposible de encender durante la lluvia, mientras que la llave de rueda podía generar chispas bajo cualquier condición meteorológica y su cazoleta tenía una cubierta que no se abría hasta el momento de disparar el arma. Esto hizo posible por primera vez esconder armas bajo las ropas. Sin embargo, el alto costo de producción y la complejidad del mecanismo evitaron la adopción a gran escala de la llave de rueda. Hacía falta un armero altamente cualificado para construir el mecanismo, mientras que su variedad de piezas y complejo diseño lo hacían proclive a fallar si no era cuidadosamente mantenido. Los primeros modelos tuvieron problemas con muelles poco fiables, aunque este problema se resolvió rápidamente.
La llave de rueda fue empleada junto a la de mecha hasta que ambas fueron reemplazadas por la llave de chispa, a fines del siglo XVII. Sin embargo, la llave de rueda encendía la pólvora con más rapidez que la de chispa, ya que las chispas eran producidas directamente en la cazoleta en lugar de caer una cierta distancia desde el pie de gato.